# Montesquieu-Volvestre

Montesquieu-Volvestre este o comună în departamentul Haute-Garonne din sudul Franței. În 2009 avea o populație de 2.881 de locuitori.

## Evoluția populației
| An        | 1975  | 1982  | 1990  | 1999  | 2006  | 2009  |
| --------- | ----- | ----- | ----- | ----- | ----- | ----- |
| Populație | 1.950 | 2.088 | 2.117 | 2.314 | 2.660 | 2.881 |